# Iszczenka
Iszczenka (ukr. Іщенка) – wieś na Ukrainie, w obwodzie chersońskim, w rejonie berysławskim. W 2001 liczyła 273 mieszkańców, spośród których 264 posługiwało się językiem ukraińskim, 6 rosyjskim, 1 mołdawskim, 1 białoruskim, a 1 innym.